# Boeing B-17 Flying Fortress
Бо́їнг B-17 «Летюча фортеця» (англ. Boeing B-17 Flying Fortress) — перший американський суцільнометалевий важкий чотиримоторний бомбардувальник.
Літак був спроектований у 1934 році в рамках конкурсу із створення берегового бомбардувальника, що діє проти кораблів. Через рік був створений прототип «Боїнг 299», оснащений двигунами «Пратт і Вїтні» 750 к. с., перший політ якого відбувся 28 липня того ж року. На подальших літаках були двигуни «Райт-циклон» 1200 к. с.
Заводи Боїнга розробили і випустили B-17 «Летючу фортецю» для армії США рівно через 12 місяців. Заводи компанії Боїнг спільно з фірмами Дуглас і Локхід випустили в цілому 6981 бомбардувальників B-17 різних моделей, а також 5745 інших модифікацій, тобто всього 12726 штук.

## Історія створення

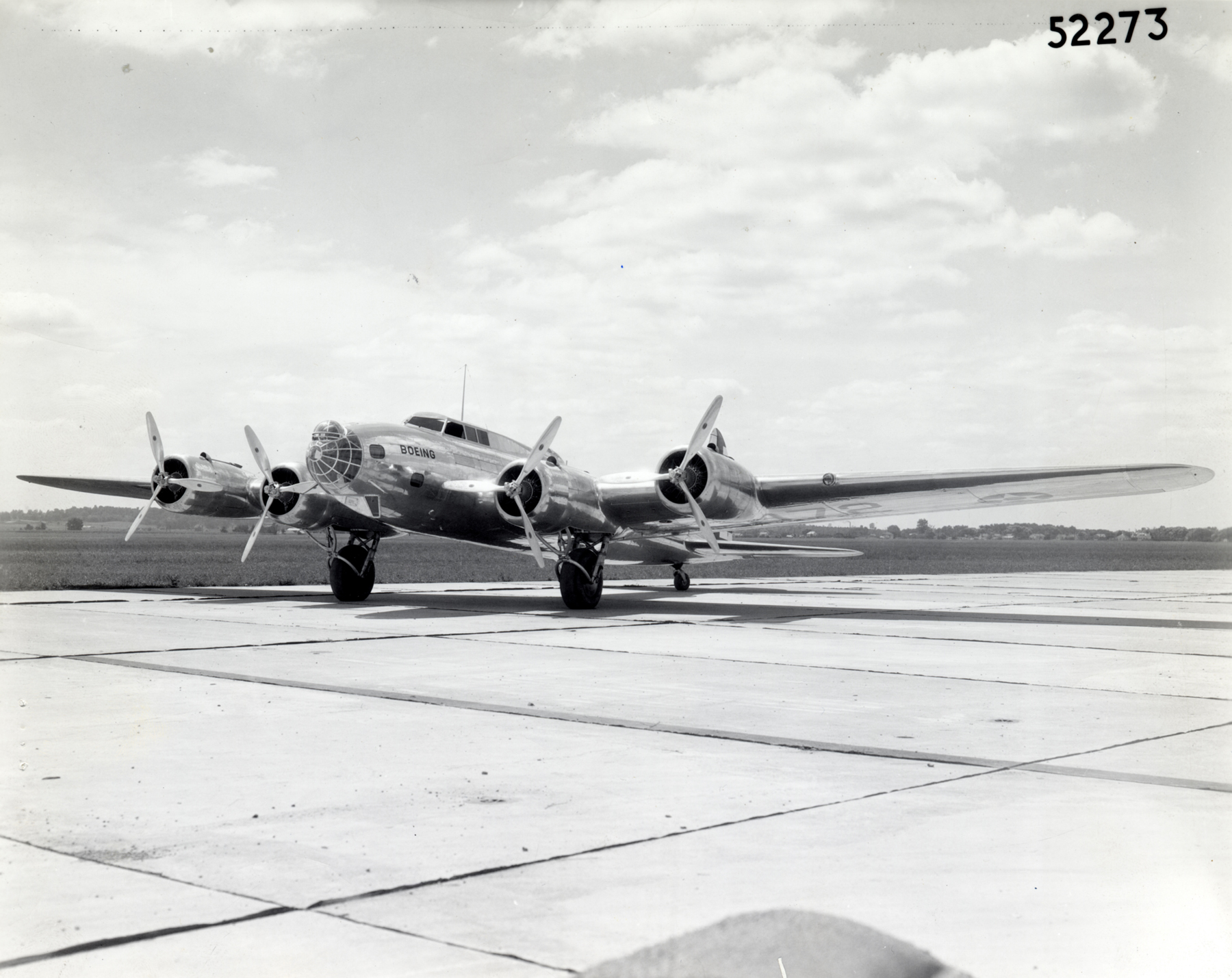
Перший прототип B-17 — «модель 299»

В травні 1934 року командування Авіаційного корпусу армії США оголосило конкурс на новий багатомоторний бомбардувальник для заміни B-10. Новий літак мав мати дальність польоту в 2000 миль (3218 км), швидкість 200 миль/год (322 км/год) і бомбове навантаження більше 1000 кг. В конкурсі взяли участь три компанії: Douglas, Martin і Boeing. Проект Boeing мав внутрішнє позначення «модель 299» і базувався на двох попередніх розробках компанії: пасажирського двомоторного лайнера «модель 247» і дальнього бомбардувальника «модель 294» (який не був прийнятий на озброєння). «299»-й був суцільнометалевим низькопланом з однокілевим хвостовим оперенням і висувним шасі. Літак мав оснащуватись двигунами повітряного охолодження «Пратт і Вїтні» R-1690-E потужністю 750 к. с., а захисне озброєння мало складати п'ять кулеметів.
Прототип «моделі 299» вперше піднявся в повітря 28 липня 1935 року. 20 жовтня того ж року прототип розбився, і Армія США вирішила замовити більш консервативний двомоторний Douglas B-18, проте розслідування катастрофи показало помилку пілота і роботи над «299» продовжились. В січні 1936 року було замовлено передсерійну партію з 13 літаків, в з наступного року почалось серійне виробництво під позначенням B-17. До липня 1945 року було виготовлено 12731 B-17.

## Основні модифікації
- Y1B-17 — передсерійні літаки. Оснащувались 9-ти циліндровими двигунами повітряного охолодження Wright R-1820-39 потужністю 930 к.с. Захисне озброєння складалось з п'яти 7,62-мм кулеметів по одному в носовій, верхній, нижній і двох бокових установках. Стандартне бомбардувальне навантаження 2180 кг, максимальне — 3630 кг. (13 екз.)
  - Y1B-17A (також B-17A) — один з Y1B-17 був переобладнаний для висотних випробувань. Оснащувався двигунами Wright R-1820-51 потужністю 1200 к.с.
- B-17B — перший серійний варіант на основі Y1B-17A. Змінена конструкція носової турелі. (39 екз.)
- B-17С — оснащувався двигунами Wright R-1820-65 потужністю 1200 к.с. Захисне озброєння збільшилось до чотирьох 12,7-мм кулеметів (в верхній, нижній і двох бокових установках) і одного 7,62-мм кулемета в носовій установці. Постачався до Британії де отримав позначення Fortress Mk.I(38 екз.)
- B-17D — покращено електричні системи літака. Додано по одному 12,7-мм кулемету в верхній і нижній установках. (42 екз.)
- B-17E — подовжено фюзеляж, збільшено стабілізатор, додано форкіль. Додано хвостову турельну установку з двома 12,7-мм кулеметами, і введено ще одного стрільця. Стандартне бомбове навантаження — 3630 кг. В Британії позначався Fortress GR Mk.IIA (512 екз.)
- B-17F — введено деякі покращення на основі бойового використання. На перших серіях встановлювались двигуни Wright R-1820-65, пізніше встановлювались потужніші Wright R-1820-97. Також в пізніших літаках по два кулемети отримали бокові установки, а останні 86 літаків — нижню носову башту з двома 12,7 мм кулеметами. Збільшено бомбове навантаження до 4355 кг, також додавались зовнішні підвіси. В Британії позначався Fortress GR Mk.II або B Mk.II.(3405 екз.)
- B-17G — оснащувався двигунами Wright R-1820-97 потужністю 1380 к.с. Мав максимальне захисне озброєння з 13 12,7-мм кулеметів: по два в верхній, нижній, нижній носовій і хвостовій установках і по одному в верхній, двох бокових установках в носі і двох бокових установках. В Британії позначався Fortress GR Mk.III або B Mk.III. (8680 екз.)
- B-17H — пошуково-рятувальний літак. (130 літаків переобладнано)
- F-9 — фоторозвідник. (71 літаків переобладнано)
- PB-1 — B-17G на службі в ВМС (50 екз.)
  - PB-1W — літак дальнього радіолокаційного стеження.
  - PB-1П — пошуково-рятувальний літак.

## Історія використання
Повітряні сили армії США отримали перші B-17 в кінці 1939 року. Їх було розподілено між 2-ю, 7-ю і 19-ю бомбардувальними групами, в складі яких B-17 використовувались для морського патрулювання. 27 жовтня 1941 року один з B-17 2-ї групи скинув бомби на німецький підводний човен, хоча і не влучив. Це була перша атака американським літаком німецького судна.

### Тихоокеанський театр воєнних дій

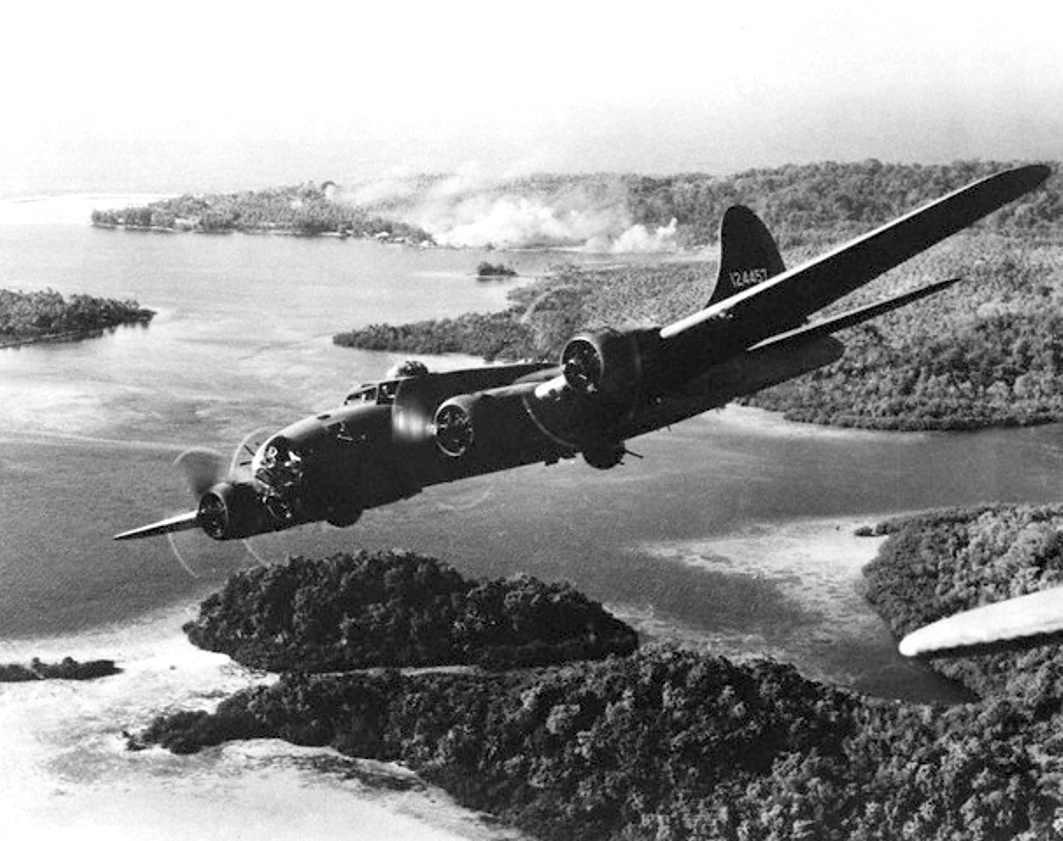
B-17 бомбить японські позиції на Соломонових островах. Жовтень 1942 року.

Перед нападом Японії на Перл-Гарбор в складі авіації на Гаваях і Філіппінах було приблизно 150 B-17. Наступного дня, 8 грудня, японська авіація здійснила наліт на базу 19-ї бомбардувальної групи на Філіппінах і знищила 18 з 35 B-17, вцілілі літаки здійснили декілька вильотів проти японських конвоїв, але швидко були евакуйовані на Яву. В січні 1942 на Яву було перекинуто ще 6 B-17 7-ї групи, яка разом з 19-ю почала активно діяти проти японського флоту в Нідерландській Ост-Індії. Японська наступальна операція була успішною і B-17 були відведені в Австралію, звідки здійснювали нальоти на японські позиції в Новій Гвінеї.
B-17 в складі 31-ї і 431-ї ескадрилей завдали першого удару під час битви за Мідвей. 3 червня дев'ять B-17E скинули бомби на японський флот з висоти 2500-3500 метрів, але жодна з них не попала. Наступного ранку B-17 знову безуспішно намагались потопити авіаносне з'єднання японців.
5-а повітряна армія базована в Австралії продовжувала діяти проти Нової Гвінеї, зокрема здійснювати систематичні бомбардування Рабаула. В серпні 1942 вона була посилена 43-ю бомбардувальною групою з B-17, яка, щоправда в травні 1943 року була повністю переоснащена на B-24. Схожа ситуація була і в 13-й повітряній армії, літом 1942 в її склад ввійшли 5-а і 11-а бомбардувальні групи, які базуючись на Нових Гебридах бомбардували Гуадалканал. Спроби використовувати B-17 проти конвоїв зазвичай були невдалими, тому їх перевели на патрулювання, а в 1943 році було вирішено вивести всі B-17 з Тихоокеанського ТВД на користь B-24.

### Західноєвропейський театр воєнних дій

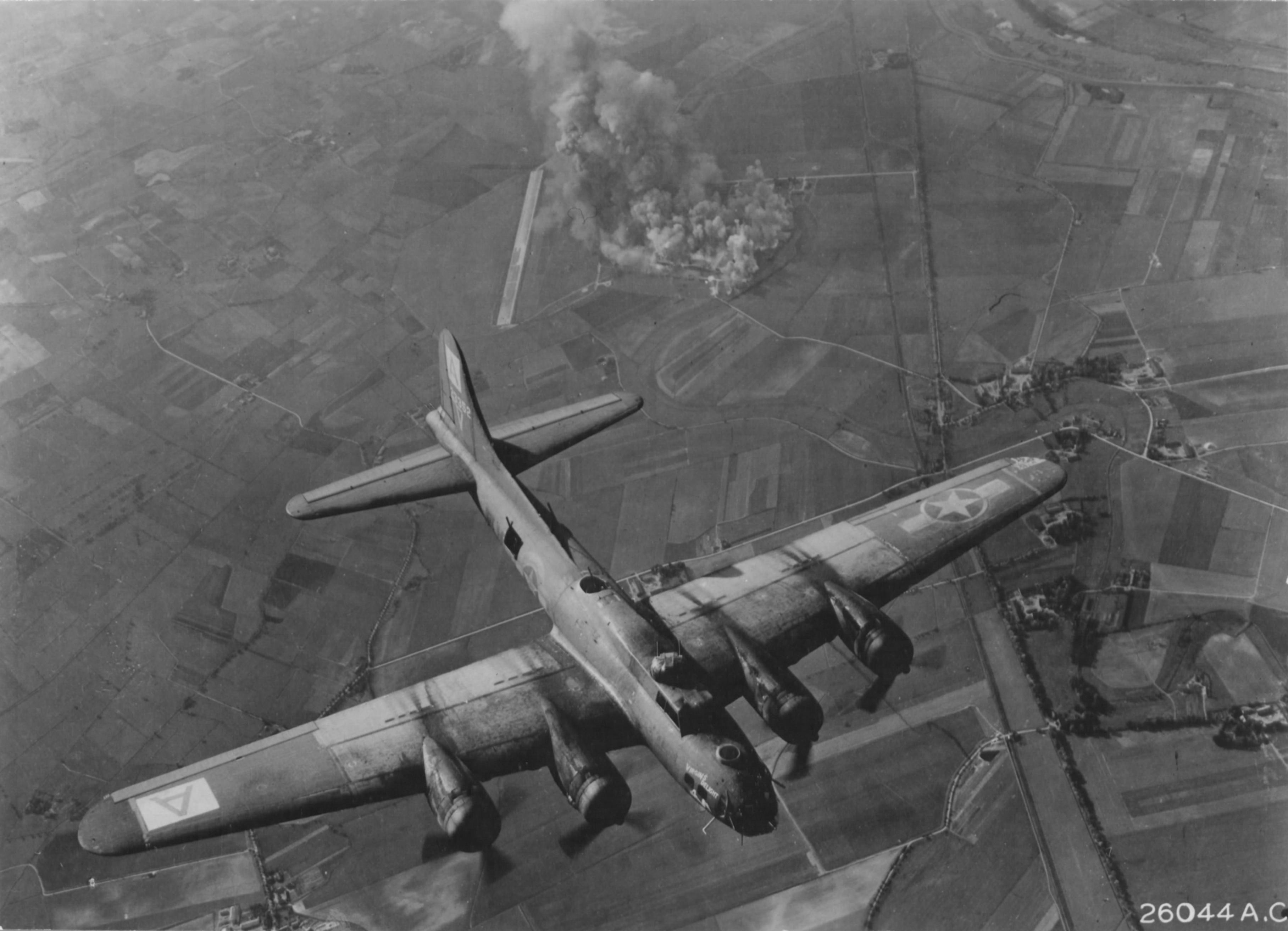
B-17 8-ї повітряної армії, над Мальборком. 9 жовтня 1943 року.

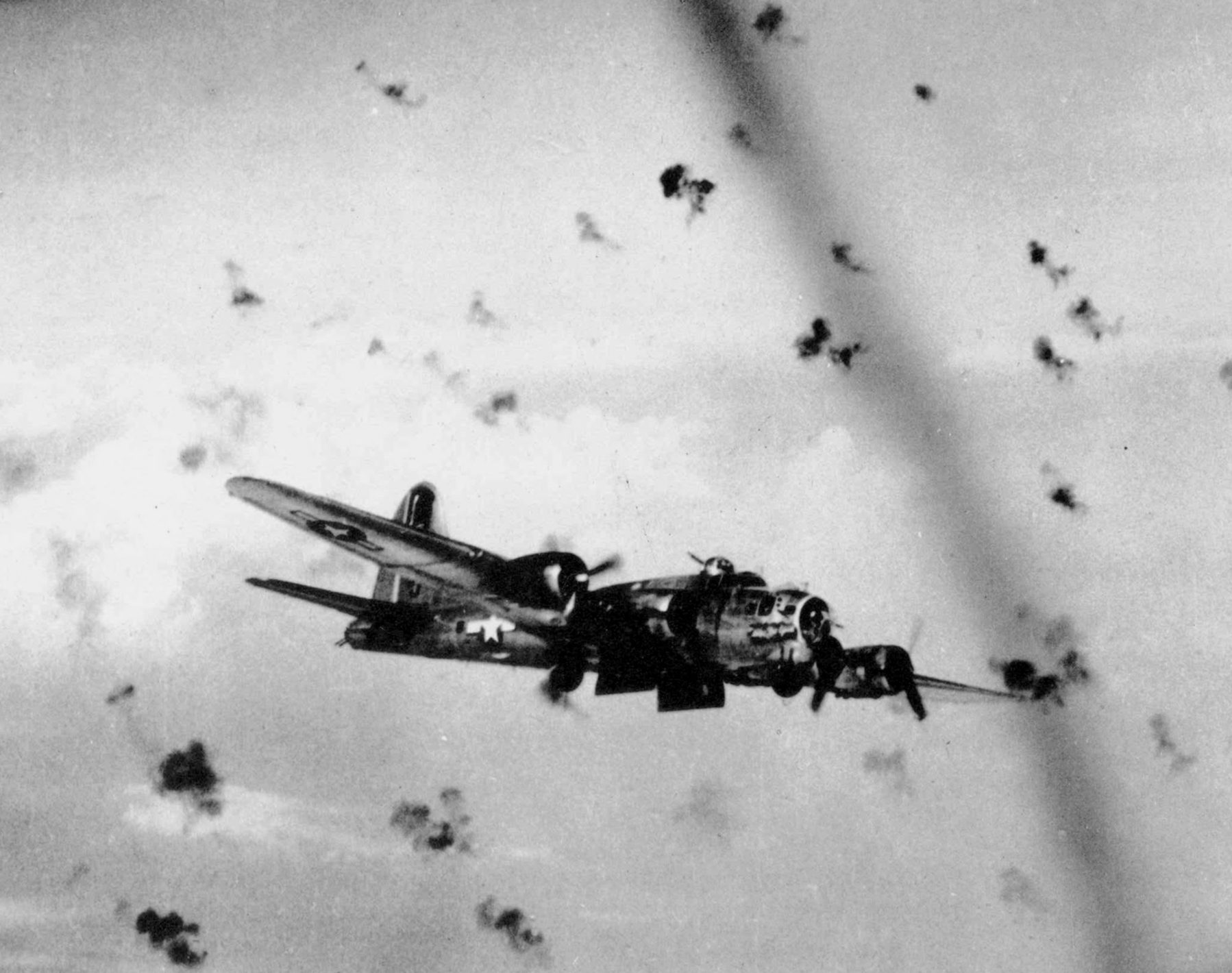
B-17G під вогнем німецької ППО

В червні 1942 року 97-а бомбардувальна група була перекинута на Британські острови де ввійшла в новостворену 8-му повітряну армію (ПА). 17 серпня відбувся перший бойовий виліт американських B-17 проти цілей в окупованій Європі: 12 B-17 розбомбили залізничне депо поблизу Руану. Через два дні відбувся наліт на аеродром Аббевіль. Загалом до початку жовтня було здійснено 13 вильотів, в яких було втрачено тільки 2 B-17. При цьому кількість B-17 в складі 8-ї ПА постійно зростала і 9 жовтня в нальоті на Лілль було використано 108 B-17 в складі чотирьох груп. Також на озброєння надійшла новіша модифікація B-17F.
Спочатку B-17 ефективно захищались від атак винищувачів, але німецькі пілоти швидко знайшли слабке місце в захисті B-17 — при атаці в лоб B-17 міг використати тільки один кулемет, і вже 26 листопада 1942 року при нальоті на базу підводних човнів в Сен-Назер використали нову тактику і збили 4 B-17 з 56.

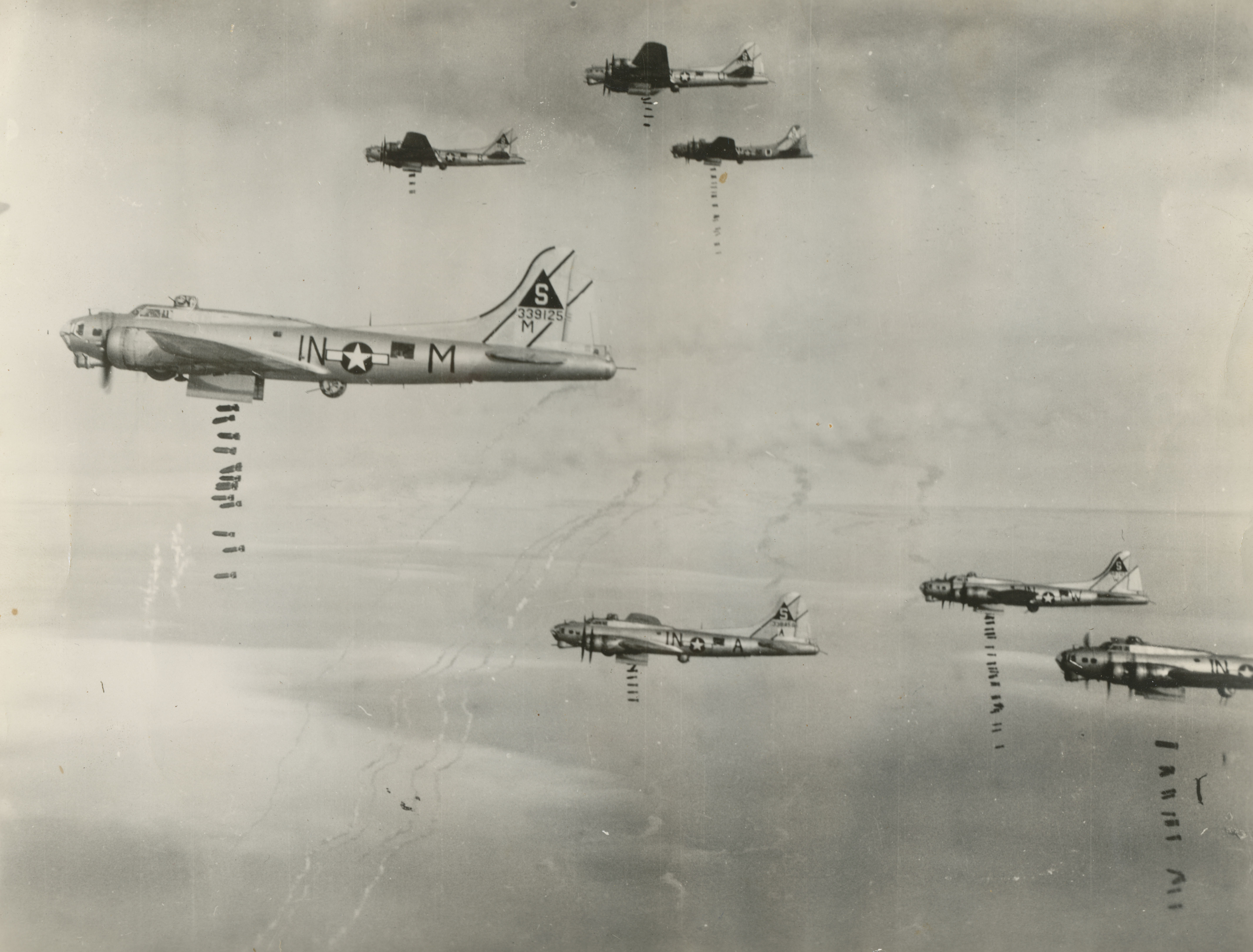
Група B-17 скидає бомби над Лоне

В січні 1943 року почалось англо-американський бомбардувальний наступ на Третій Рейх, під час якого планувались цілодобові бомбардування, при цьому англійська авіація мала здійснювати нічні рейди, а американська — денні. Для забезпечення високого захисту B-17 використовувались в групах з 18-21 літаків в спеціальній формації для взаємного прикриття. 27 січня відбувся перший наліт на територію Німеччини — 53 B-17 завдали удару по Вільгельмсгафену і втратили тільки один літак.
Проте з часом опір Люфтваффе зростав, і 17 квітня 1943 року при нальоті на завод Focke-Wulf в Бремені було втрачено 16 B-17 з 115 літаків, які вилетіли на завдання. Але кількість літаків в 8-й ПА постійно зростала, відповідно зростало і використання — за 24-31 липня 1943 року цілями для бомбардувань стали 16 промислових центрів Німеччини.
17 серпня відбувся перший човниковий бомбардувальний рейд — 376 бомбардувальників мали завдати удару по авіазаводу в Messerschmitt в Регенсбурзі і заводах деталей в Швайнфурті, після чого мали прямувати до Алжиру. На зворотному шляху планувалась атака по заводах в Бордо. І хоча операція в цілому була вдалою, втрати були високим — 60 літаків було втрачено на шляху до Алжира.
До кінця серпня 1943 року в 8-й ПА було близько 830 B-17 — 19 груп організованих в дві бомбардувальні дивізії, ще одна дивізія складалась з B-24. Восени масовані нальоти проводились майже кожного дня, незважаючи на порівняно високі втрати. Зокрема 6 вересня 1943 року 600 B-17 бомбили Штутгарт, втрати склали 45 літаків, а 8 жовтня 388 B-17 бомбили Бремен, 9-го — 378 B-17 завдали ударів по цілях в Польщі, 10-го — 313 B-17 налетіли на Мюнстер. Але 14 жовтня відбувся наліт на Швайнфурт було збито 60 B-17 з 291 літаків, ще 17 розбилось при посадці, тому був введена тимчасова заборона на операції без винищувального прикриття.
Але вже на початку 1944 року надійшла краще захищена модифікація B-17G, а також надійшли винищувачі P-51 з більшим радіусом дії, тому дальні бомбардувальні місії відновились. 11 січня 633 B-17 і B-24 бомбардували авіазаводи в Ошерслебені та Гальберштадті. 25-26 відбулась операція «Аргумент» — повітряні нальоти проти авіапромисловості Третього Рейху, в ході якої було скинуто близько 10 000 тон бомб.
4 березня B-17 вперше бомбили Берлін, в подальшому нальоти повторювались. При цьому захищені винищувачами прикриття B-17 зазнавали незначних втрат, зокрема 22 березня з 669 B-17 і B-24 було збито тільки 12 літаків, при цьому від винищувачі — тільки два. В травні 1944 року бомбардування німецьких міст тимчасово припинилось, і почались атаки на вузли комунікацій і склади, оскільки союзники готувались до висадки в Нормандії. 

### Середземноморський театр воєнних дій
В Північній Африці діяли 2-а і 99-а бомбардувальні групи, а в листопаді 1942 року було перекинено ще дві групи B-17 — 97-а і 301-а 8-ї ПА для підтримки операції «Смолоскип». В Африці B-17 завдавали ударів по позиціях в Тунісі, а після капітуляції італо-німецьких військ переключились на об'єкти в Італії. Бомбардувальна підтрика B-17 відіграла свою роль під час сицилійської операції, а з жовтня 1943 року були переведені на аеродроми в Італії звідки діяли проти цілей на Балканах, в Австрії і Німеччині. Особливо активно бомбардувались нафтообробні підприємства в Румунії.

### Операція «Френтік»

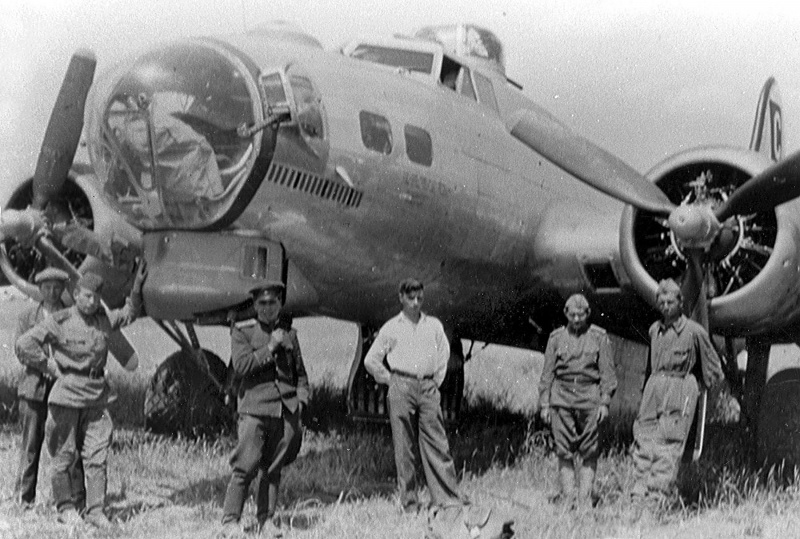
В-17 на аеродромі в Полтаві під час операції «Френтік»

В-17 поряд з В-24 брали участь у операції «Френтік» (англ. Frantic) спільна радянсько-англо-американська операція з човниковим рухом американських бомбардувальників трикутником Англія — Північна Італія — Полтава. Завдяки наявності повноцінних ремонтно-забезпечувальних баз у вершинах «трикутника» збільшувалась дальність дії бомбардувальників, оскільки не було потреби повертатися на аеродром вильоту. Бомбардування здійснювалося «на проході» між двома вершинами «трикутника», що дозволяло урізноманітнювати напрямки бомбових атак та робити їх несподіванішими для супротивника.
Операція розпочалась 2 червня 1944 року вильотом з Італії ескадри в 750 літаків (разом з винищувачами прикриття Р-51 «Мустанг»), яка здійснила бомбардування об'єктів на території Угорщини та приземлилась на аеродромах Полтава, Миргород та Пирятин. Втрати американців: один — В-17 та один — Р-51, п'ять Мустангів повернулося до Італії.
Підготовчі технічні роботи до першого вильоту тривали майже півроку. На полтавських ґрунтових аеродромах, не придатних для приймання важких літаків за будь-якої погоди, було укладено металеве покриття загальною площею 354 тис. м². Побудовано казарми, госпіталі та квартири для американського персоналу баз. Для прикриття баз з повітря тут було розміщено радянську 329-ту дивізію винищувачів «Ейркобра».
Німецьке командування стурбоване ефективністю нової тактики бомбових ударів союзників, вжило контрзаходів. 22 червня 1944 німецька авіація вщент розбомбила базу в Полтаві, знищивши майже 70 американських літаків. У нічних умовах радянські винищувачі прикриття виявилися цілком безпорадними, в повітря піднялося лише 19 винищувачів. База була приведена в порядок лише через місяць. Човникові бомбардування тривали до 8 жовтня 1944 року, після чого програму було згорнуто.

### Інші країни

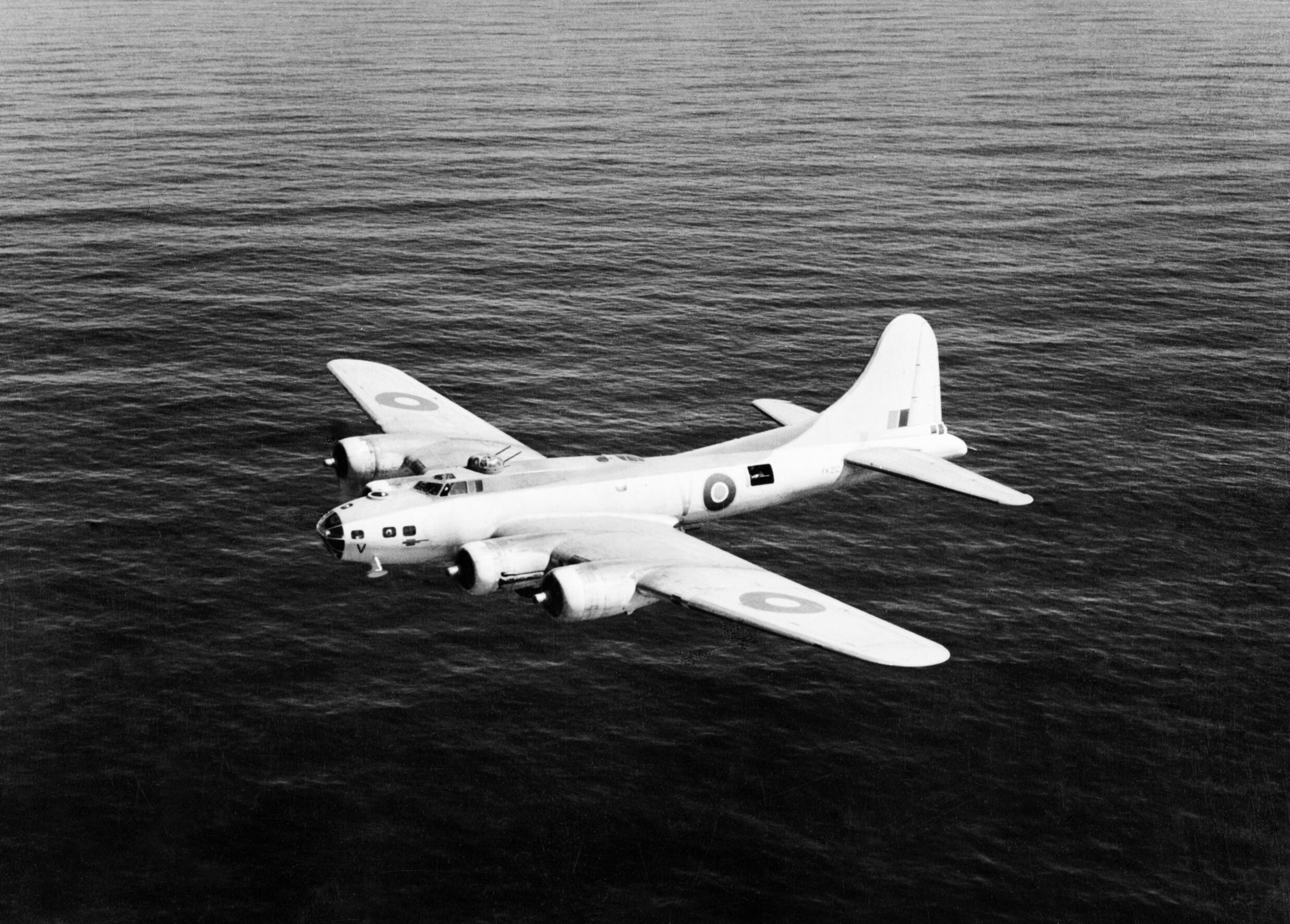
«Fortress Mk IIA» 220 ескадрильї Королівських ВПС

В Королівських ВПС перші «Fortress» з'явились на весні 1941 року. Тоді 20 B-17 надійшли в 90-у бомбардувальну ескадрилью, яка ввійшла в 2-у групу, єдина група Бомбардувального командування, яка здійснювала денні нальоти. 8 липня 1941 року відбувся перший бойовий виліт — два B-17 з висоти бомбили Вільгельмсгафен. 24 липня відбувся порівняно великий наліт на Брест, а загалом до вересня було здійснено 22 бойові вильоти. В жовтні 1941 року 4 B-17 було переведено в Єгипет, а інші вцілілі було передано Береговому командуванню. Єгипетські B-17 декілька місяців здійснювали нічні нальоти проти цілей в Лівії. Всі наступні B-17 які надходили в ВПС Великої Британії призначались Береговому командуванню, але в 1944 декілька літаків було передано в 100-у групу Бомбардувального командування, де вони використовувались для радіоелектронної боротьби.
6 B-18E/G було передано ВПС Канади, де вони використовувались як транспортні.
В СРСР B-17 не постачались, але декілька B-17 здійснили вимушені посадки на радянській території і були інтерновані. Згодом 16 відремонтованих B-17 ввійшли в 890-й полк 45-ї ВБАД, але бойових вильотів не здійснювали.
Ще близько 40 B-17 були захоплені Німеччиною. Боєздатні літаки були включені в ескадру KG 200, яка використовувалась для спецоперацій, зокрема висадки диверсантів. В Люфтваффе B-17 отримали позначення «Do 200».

### Післявоєнне використання

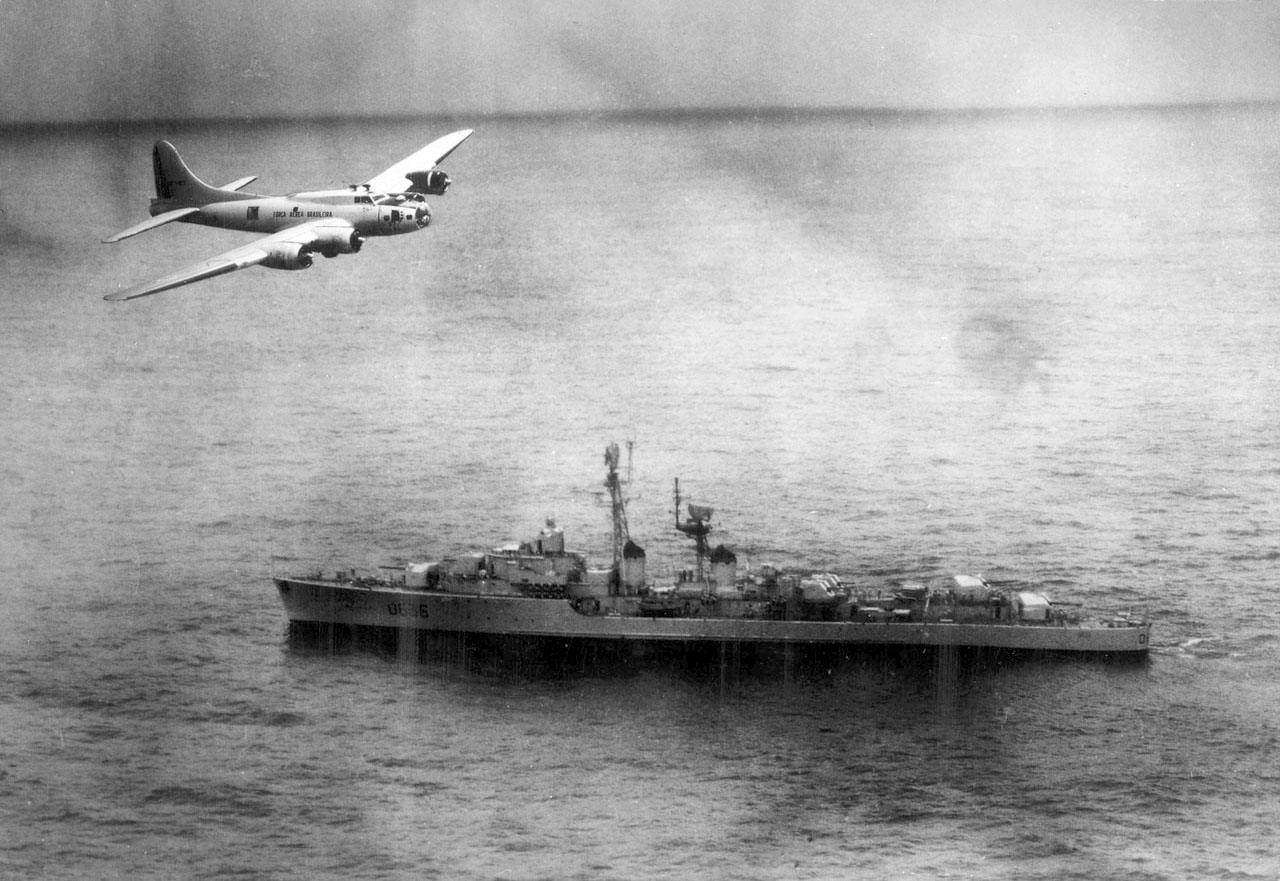
Бразильський B-17 над французьким крейсером «Tartu» під час Лангустська війна

Три B-17G були куплені Ізраїлем, де вони використовувались в Палестинській війні, завдаючи ударів по цілях в Єгипті.
Багато B-17 опинились в ВПС країн Південної Америки, зокрема Бразилія отримала 13 пошуково-рятувальних SB-17G, які використовувались до 1968 року.

## Оцінка проєкту
Літак відразу став легендою, завдяки своїй бойовій потужності і здатності повертатися на аеродром навіть з простреленим фюзеляжем, з якого були вирвані шматки обшивки. Оригінальна конструкція крила дозволяла витримувати важкі пошкодження. 9 великокаліберних кулеметів забезпечували могутній захист. Проте, були серйозні проблеми з уразливістю бомбардувальника B-17, не вдалося подолати його схильність до спалахування. Був слабкий захист спереду при лобовій атаці винищувачів: з 27 фрагментів важких броньових плит і протизенітних екранів жоден не захищав екіпаж від лобової атаки. При попаданні в лобову частину з гармати або навіть кулемета екіпаж виявлявся абсолютно не захищеним.
Результати денного застосування B-17E/F без винищувального прикриття були плачевні: в ході двох рейдів углиб Німеччині 17 серпня і 14 жовтня 1943 року 120 літаків було збито, а 240 потребували тривалого ремонту.
Не зважаючи на безпрецедентно великі втрати, американські льотчики здійснювали до 1000 літако-вильотів в день.

## Тактично-технічні характеристики

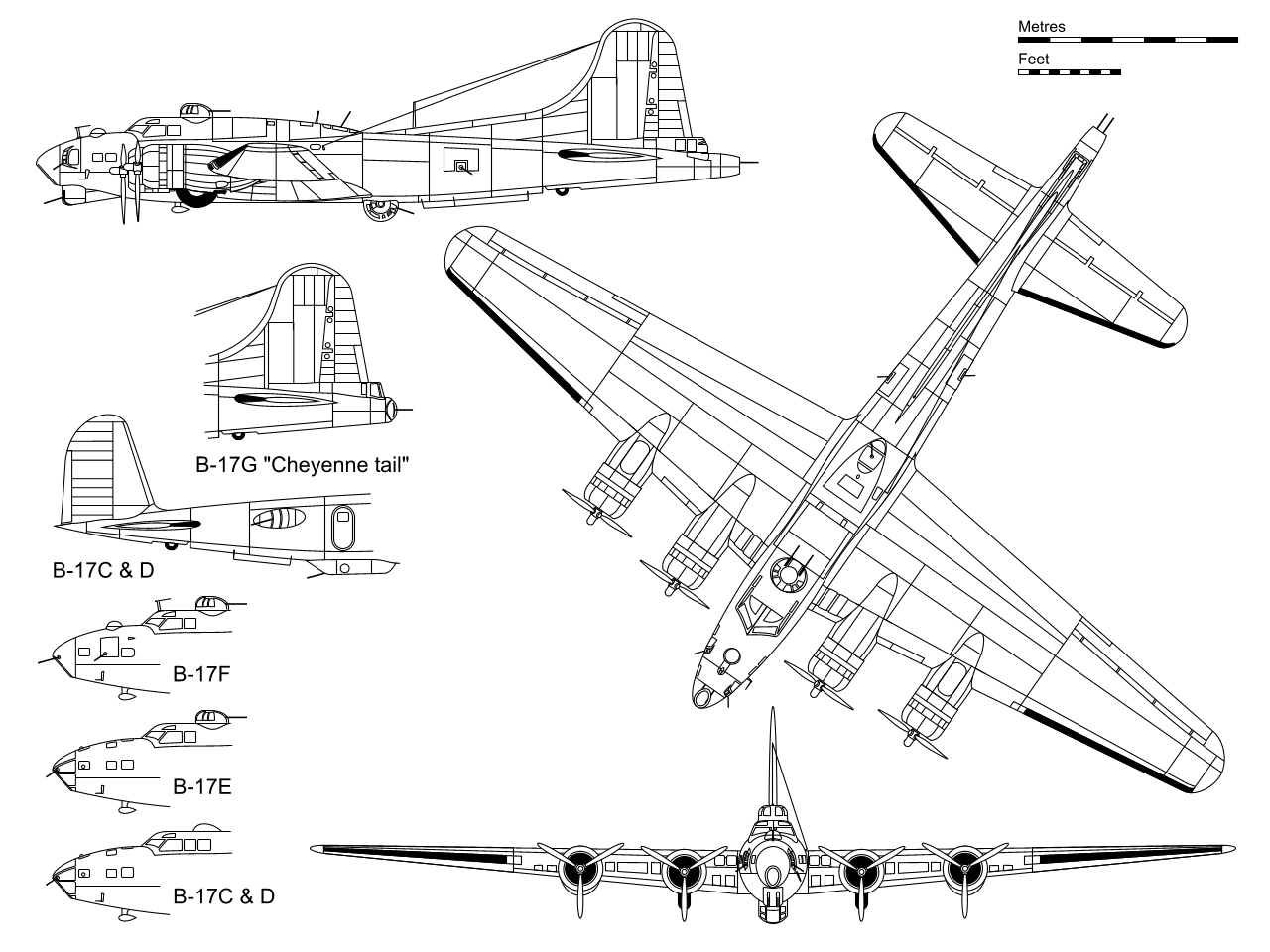
Схема B-17G.

Дані з Ударная авиация Второй Мировой — штурмовики, бомбардировщики, торпедоносцы і The Encyclopedia of World Aircraft (B-17G)
|                       |                       | B-17B                | B-17C                | B-17D                | B-17E                | B-17F                | B-17G                  |
| --------------------- | --------------------- | -------------------- | -------------------- | -------------------- | -------------------- | -------------------- | ---------------------- |
| Екіпаж                | Екіпаж                | 9 осіб               | 9 осіб               | 9 осіб               | 10 осіб              | 10 осіб              | 10 осіб                |
| Довжина               | Довжина               | 20,69 м              | 20,69 м              | 20,69 м              | 22,5 м               | 22,78 м              | 22,78 м                |
| Висота                | Висота                | 4,7 м                | 4,7 м                | 4,7 м                | 5,84 м               | 5,82 м               | 5,82 м                 |
| Розмах крил           | Розмах крил           | 31,62 м              | 31,62 м              | 31,62 м              | 31,62 м              | 31,62 м              | 31,62 м                |
| Площа крил            | Площа крил            | 131,92 м²            | 131,92 м²            | 131,92 м²            | 131,92 м²            | 131,92 м²            | 131,92 м²              |
| Маса                  | пустого               | 12 543 кг            | 13 164 кг            | 14 045 кг            | 14 674 кг            | 15 422 кг            | 17 237 кг              |
| Маса                  | спорядженого          | 17 235 кг            | 17 835 кг            |                      | 18 262 кг            |                      | 24 500 кг              |
| Маса                  | максимальна злітна    | 20 946 кг            | 22 521 кг            | 22 521 кг            | 24 041 кг            | 25 628 кг            | 29 711 кг              |
| Навантаження на крило | Навантаження на крило | 130,7 кг/м²          | 135,2 кг/м²          |                      | 138,7 кг/м²          |                      | 185,7 кг/м²            |
| Двигуни               | Двигуни               | 4 × Wright R-1820-51 | 4 × Wright R-1820-65 | 4 × Wright R-1820-65 | 4 × Wright R-1820-65 | 4 × Wright R-1820-97 | 4 × Wright R-1820-97   |
| Потужність            | Потужність            | 4 × 1200 к. с.       | 4 × 1200 к. с.       | 4 × 1200 к. с.       | 4 × 1200 к. с.       | 4 × 1200 к. с.       | 4 × 1200 к. с.         |
| Максимальна швидкість | Максимальна швидкість | 470 км/год           | 520 км/год           | 512 км/год           | 512 км/год           | 523 км/год           | 486 км/год             |
| Крейсерська швидкість | Крейсерська швидкість |                      |                      |                      |                      |                      | 293 км/год             |
| Дальність польоту     | Дальність польоту     | 5795 км              | 5470 км              | 5470 км              | 5310 км              |                      | 5470 км                |
| Бойовий радіус        | Бойовий радіус        |                      |                      |                      |                      |                      | 3219 км з 2277 кг бомб |
| Практична стеля       | Практична стеля       | 10 970 м             | 11 280 м             | 11 280 м             | 11 160 м             | 11 430 м             | 10 850 м               |
| Швидкопідйомність     | Швидкопідйомність     |                      | 6,6 м/с              | 6,6 м/с              | 7,25 м/с             |                      | 4,6 м/с                |

## Виноски
1. ↑  командир корабля, 2-ий пілот, штурман, бомбардир, бортінженер (стрілець верхньої турелі), стрілець-радист, стрілець підфюзеляжної турелі, бортстрілець (зліва), борстрілець (справа)
2. ↑  добавився стрілець хвостової турелі